# Saison 1970-1971 de l'USM Alger
Chronologie
Saison précédente Saison suivante
La saison 1970-1971 de l'USM Alger est la 5e saison du club en première division du championnat d'Algérie. L'équipe est engagée en championnat (appelé National I), et en Coupe d'Algérie. En Coupe d'Algérie, le club atteint la finale pour affronter le MC Alger et être à nouveau vaincu. Le match dure quatre heures en raison de la prise d'assaut du stade à plusieurs reprises par les supporters. Après la fin du match, les joueurs de l'USM Alger qui étaient accompagnés d'une poignée de supporters, restent enfermés dans les vestiaires jusqu'à minuit et l'intervention d'une brigade de gendarmerie envoyée de Batna. Leur retour vers leur stade ne se fait que vers 9 heures le lendemain. La Fédération algérienne de football de l'époque punit les deux clubs en les condamnant à jouer à 50 kilomètres de leur stade pendant un an. L'USM Alger choisit  de recevoir lors de la saison 1971-1972 au Stade des Frères-Brakni.

## Compétitions

### Championnat d'Algérie
| Date              | J  | Adversaire      | Lieu | Résultat | Buteurs pour l'USMA                        |
| 20 septembre 1970 | 1  | NAA Hussein Dey | Ext. | 0 - 0    | /                                          |
| 27 septembre 1970 | 2  | JSM Tiaret      | Dom. | 1 - 1    | Meziani 47e                                |
| 4 octobre 1970    | 3  | MC Oran         | Ext. | 3 - 1    | Tchalabi 50e                               |
| 11 octobre 1970   | 4  | CS Constantine  | Dom. | 1 - 0    | ............                               |
| 18 octobre 1970   | 5  | CSS Kouba       | Ext. | 2 - 4    | ........                                   |
| 25 octobre 1970   | 6  | MC Alger        | Dom. | 2 - 2    | Attoui 19e, Tchalabi 54e                   |
| 8 novembre 1970   | 7  | JS Kabylie      | Ext. | 2 - 2    | .........                                  |
| 15 novembre 1970  | 8  | ES Guelma       | Dom. | 1 - 1    | Tchalabi 55e                               |
| 22 novembre 1970  | 9  | ES Sétif        | Ext. | 2 - 2    | .........                                  |
| 29 novembre 1970  | 10 | CR Belcourt     | Dom. | 2 - 4    | Aïssaoui 18e, Meziani 27e                  |
| 13 décembre 1970  | 11 | USM Bel-Abbès   | Ext. | 1 - 0    | /                                          |
| 3 janvier 1971    | 12 | NAA Hussein Dey | Dom. | 1 - 2    | Saadi                                      |
| 17 janvier 1971   | 13 | JSM Tiaret      | Ext. | 1 - 1    | Attoui 80e                                 |
| 24 janvier 1971   | 14 | MC Oran         | Dom. | 2 - 1    | Attoui 19e, Aïssaoui 49e                   |
| 14 février 1971   | 15 | CS Constantine  | Ext. | 3 - 3    | .........                                  |
| 21 février 1971   | 16 | CSS Kouba       | Dom. | 3 - 0    | ........                                   |
| 28 février 1971   | 17 | MC Alger        | Ext. | 1 - 2    | Meziani 6e, Tchalabi 34e                   |
| 7 mars 1971       | 18 | JS Kabylie      | Dom. | 1 - 2    | .........                                  |
| 28 mars 1971      | 19 | ES Guelma       | Ext. | 3 - 2    | .........                                  |
| 04 avril 1971     | 20 | ES Sétif        | Dom. | 2 - 1    |                                            |
| 18 avril 1971     | 21 | CR Belcourt     | Ext. | 0 - 4    | Berroudji 44e 57e Aissaoui 48e Meziani 60e |
| 25 avril 1971     | 22 | USM Bel-Abbès   | Dom. | 0 - 0    | /                                          |

## Classement final
Le classement est établi sur le barème de points suivant : une victoire vaut 3 points, un match nul 2 points et une défaite 1 point.
| Rang | Équipe           | Pts | J  | G  | N  | P  | Bp | Bc | Diff |
| ---- | ---------------- | --- | -- | -- | -- | -- | -- | -- | ---- |
| 1    | MC Oran          | 52  | 22 | 12 | 6  | 4  | 38 | 26 | +12  |
| 2    | CS Constantine P | 48  | 22 | 10 | 6  | 6  | 34 | 29 | +5   |
| 3    | MC Alger C       | 46  | 22 | 7  | 10 | 5  | 28 | 22 | +6   |
| 4    | NAA Hussein Dey  | 46  | 22 | 9  | 6  | 7  | 24 | 20 | +4   |
| 5    | USM Alger        | 45  | 22 | 7  | 9  | 6  | 37 | 32 | +5   |
| 6    | CR Belcourt T    | 45  | 22 | 9  | 5  | 8  | 31 | 28 | +3   |
| 7    | JS Kabylie       | 44  | 22 | 8  | 6  | 8  | 30 | 37 | -7   |
| 8    | ES Guelma        | 41  | 22 | 7  | 5  | 10 | 30 | 35 | -5   |
| 9    | JSM Tiaret P     | 40  | 22 | 6  | 6  | 10 | 21 | 22 | -1   |
| 10   | USM Bel-Abbès    | 40  | 22 | 8  | 4  | 10 | 20 | 26 | -6   |
| 11   | ES Sétif         | 40  | 22 | 5  | 8  | 9  | 21 | 32 | -11  |
| 12   | CCS Kouba        | 39  | 22 | 5  | 7  | 10 | 31 | 36 | -5   |

Résultat
- Champion d'Algérie 1970-1971

Relégation
- Pas de relégation

Abréviations
T : Tenant du titre

C : Vainqueur de la Coupe d'Algérie 1970-1971

P : Promus de Nationale II

### Coupe d'Algérie
| Date             | Heure | Tour                   | Adversaire                                 | Stade (ville)                              | Résultat                                   | Buteurs pour l'USMA                        |
| ---------------- | ----- | ---------------------- | ------------------------------------------ | ------------------------------------------ | ------------------------------------------ | ------------------------------------------ |
| 20 décembre 1970 | -     | 32e de finale          | Exempt (Finaliste de l'édition précédente) | Exempt (Finaliste de l'édition précédente) | Exempt (Finaliste de l'édition précédente) | Exempt (Finaliste de l'édition précédente) |
| 30 janvier 1971  | -     | 16e de finale          | Olympique Sempac d'Alger                   | Stade 20 août 1955 (Alger)                 | 4 - 1                                      | Aissaoui (x3), Berroudji                   |
| 21 mars 1971     | -     | 8e de finale           | US Tébessa                                 | Stade Ben Abdelmalek Ramdane (Constantine) | 1 - 0                                      | Aïssaoui                                   |
| 16 mai 1971      | -     | Quart de finale Aller  | USM Oran                                   | Stade Omar-Hamadi (Alger)                  | 3 - 2                                      |                                            |
| 23 mai 1971      | -     | Quart de finale Retour | USM Oran                                   | Stade Habib-Bouakeul (Oran)                | 3 - 1                                      |                                            |
| 30 mai 1971      | -     | Demi-finale Aller      | USM Khenchela                              | Stade Omar-Hamadi (Alger)                  | 2 - 0                                      | Tchalabi 1er but                           |
| 6 juin 1971      | -     | Demi-finale Retour     | USM Khenchela                              | Stade Hamem Amar (Khenchela)               | 2 - 2                                      |                                            |
| 13 juin 1971     | -     | Finale                 | MC Alger                                   | Stade El Annasser (Alger)                  | 0 - 2                                      |                                            |

### Coupe du Maghreb des vainqueurs de coupe
| Date             | Heure | Tour        | Adversaire    | Stade (ville)                | Résultat | Buteurs pour l'USMA | Arbitres |
| ---------------- | ----- | ----------- | ------------- | ---------------------------- | -------- | ------------------- | -------- |
| 19 décembre 1970 | -     | Demi-finale | Club africain | Stade Chedly-Zouiten (Tunis) | 0 - 1    | -                   | Haraf    |
| 20 décembre 1970 | -     | Finale      | Wydad AC      | Stade Chedly-Zouiten (Tunis) | 1 - 3    | Kamel Tchalabi 17e  |          |